# Айнсілем
Айнсілем (мальт. Għajnsielem) — місто та муніципалітет на південному сході острова Гоцо, другого за величиною в Мальті; до його території також цілком входять острів Коміно та малий ненаселений острів Комінотто. Населення муніципалітату станом на березень 2014 року становить 3 200 осіб. Айнсілем є першим поселенням Гоцо на шляху від порту Мгар до центральної частини острова. Назва міста, яка в перекладі означає мирне джерело, походить від водного джерела, навколо якого в 1700 році Великий магістр Рамон Перелльос і Роккафул збудував аркаду, у якій розміщувалися громадські вмивальники та питні фонтани зі свіжою водою.
Серед пам'яток міста найвизначнішими є церква Діви Марії Лурдської з гострим шпилем, форт Чамбрей та парафіальна церква Діви Марії Лоретської, яка підноситься над містом.

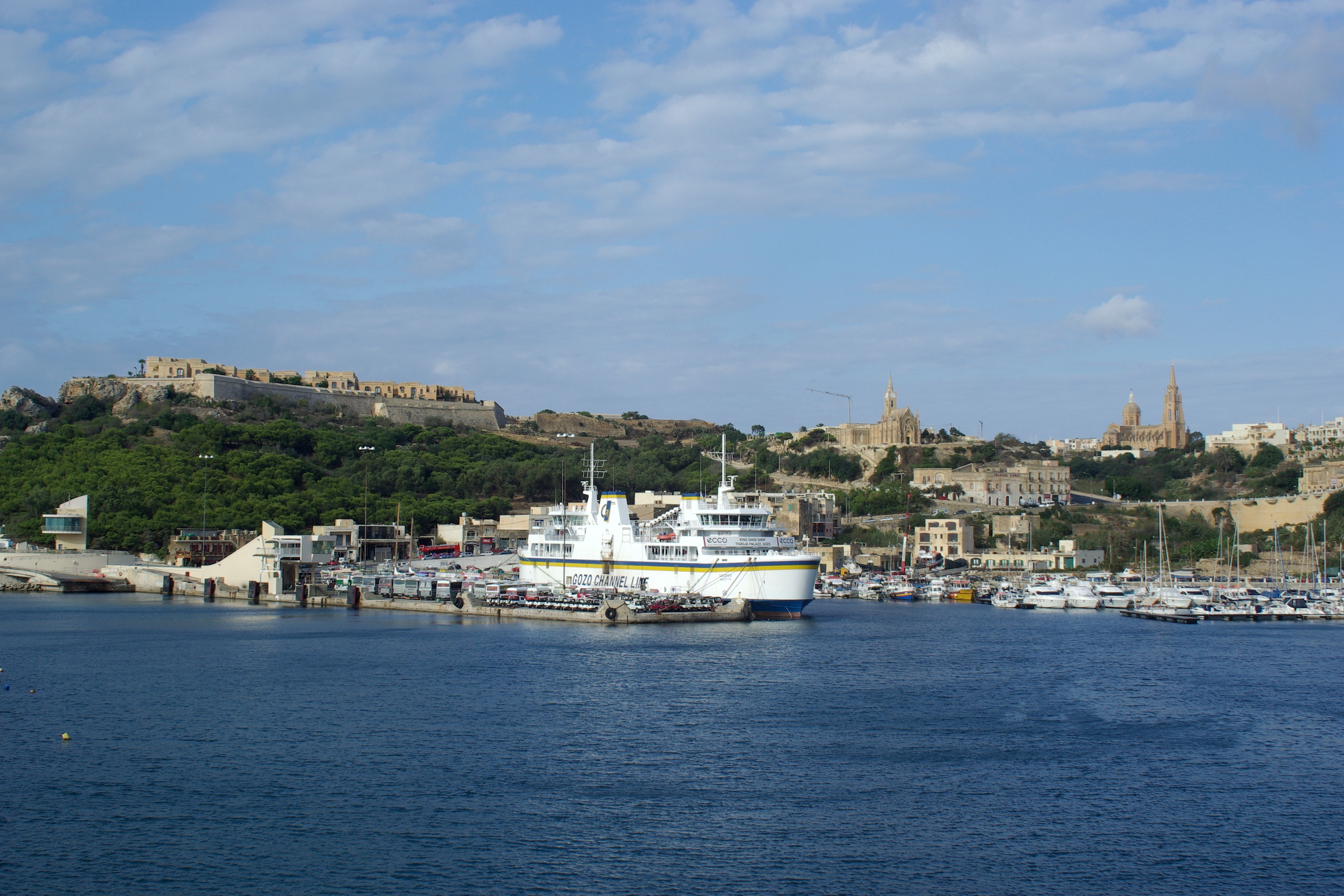
Панорама Айнсілема та Мгара з гавані Мгар

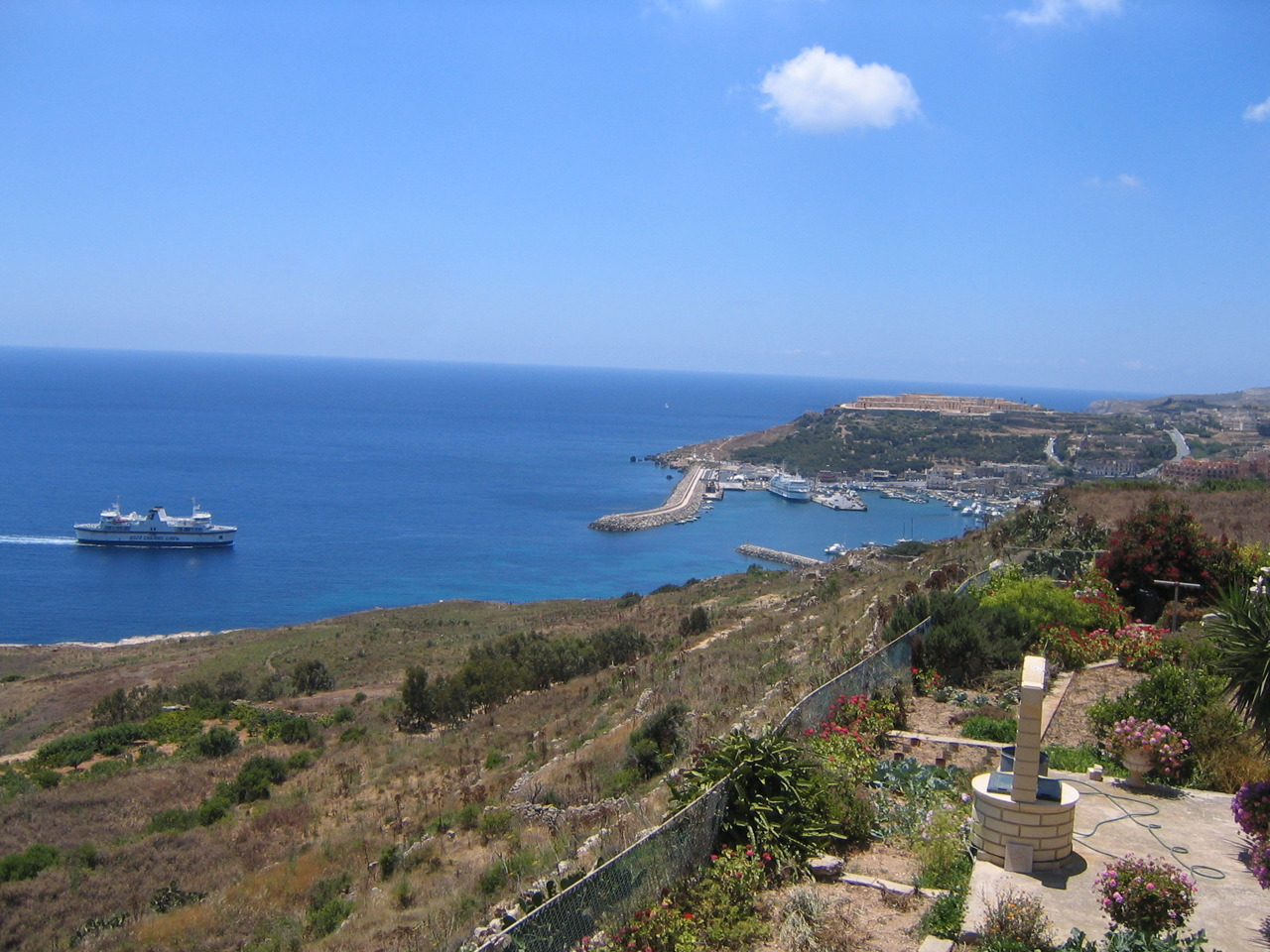
Гавань Мгар з острова Гоцо

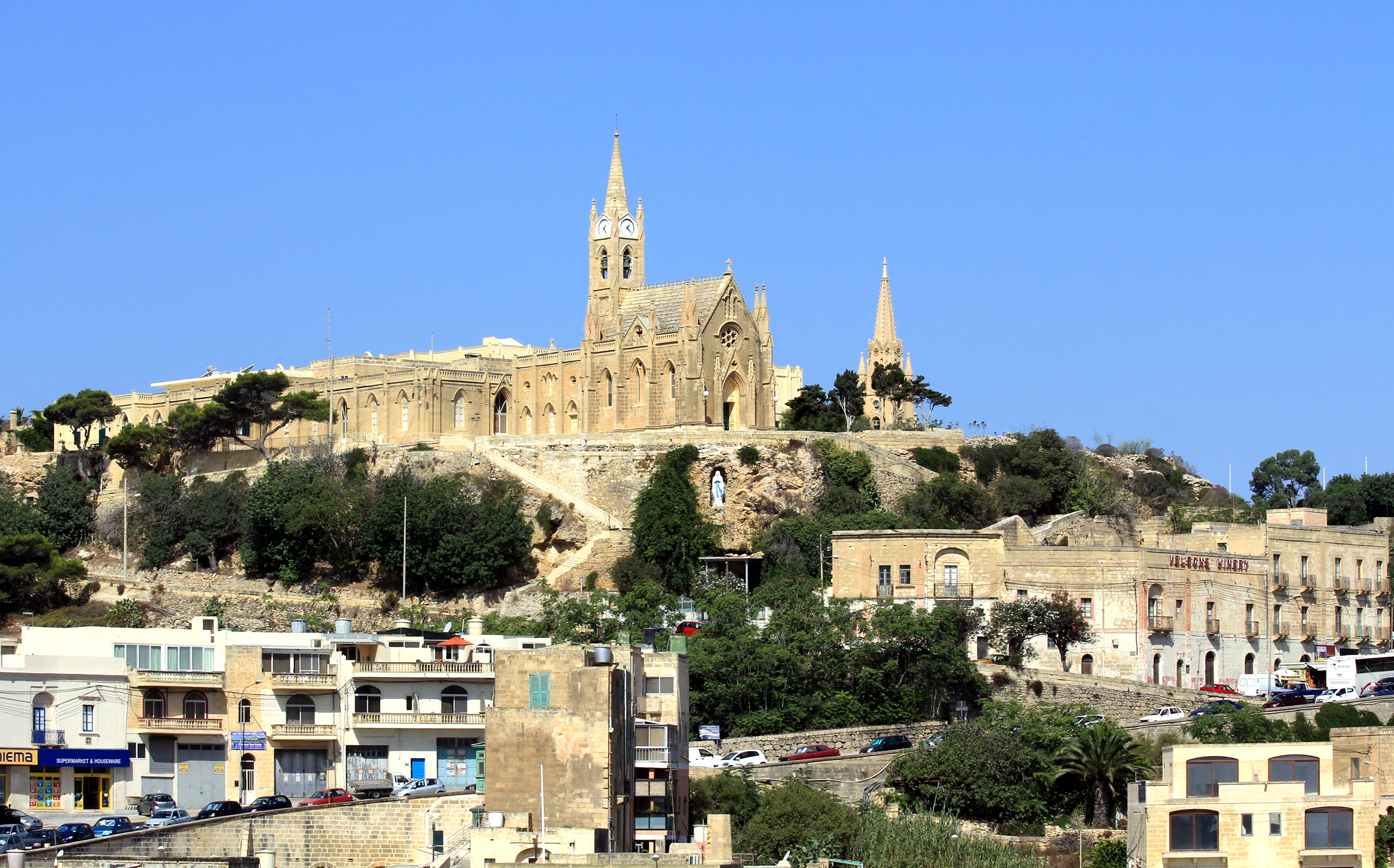
Церква Діви Марії Лурдської

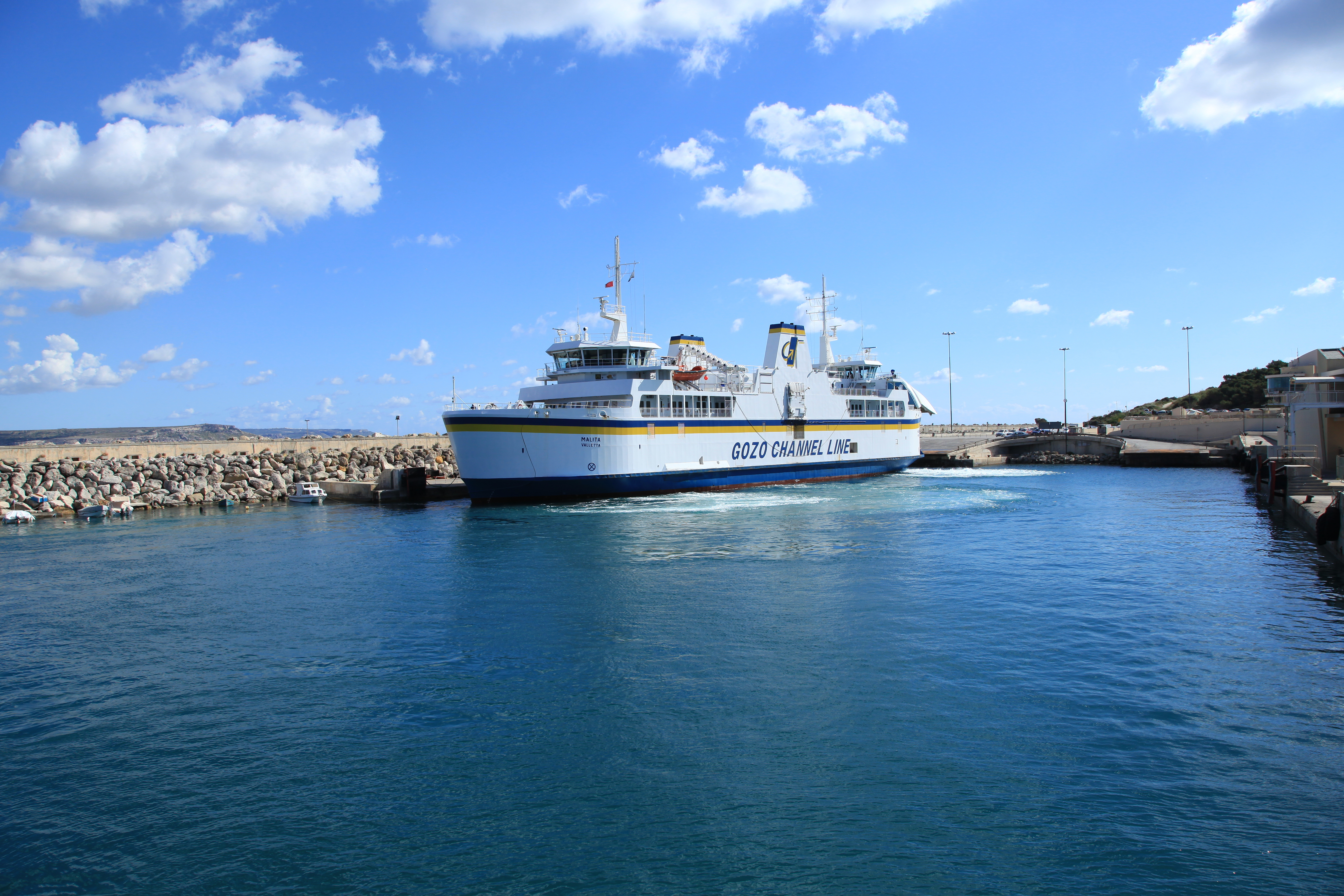
Пором, що з'єднує острови Мальта та Гоцо стоїть у гавані Мгар

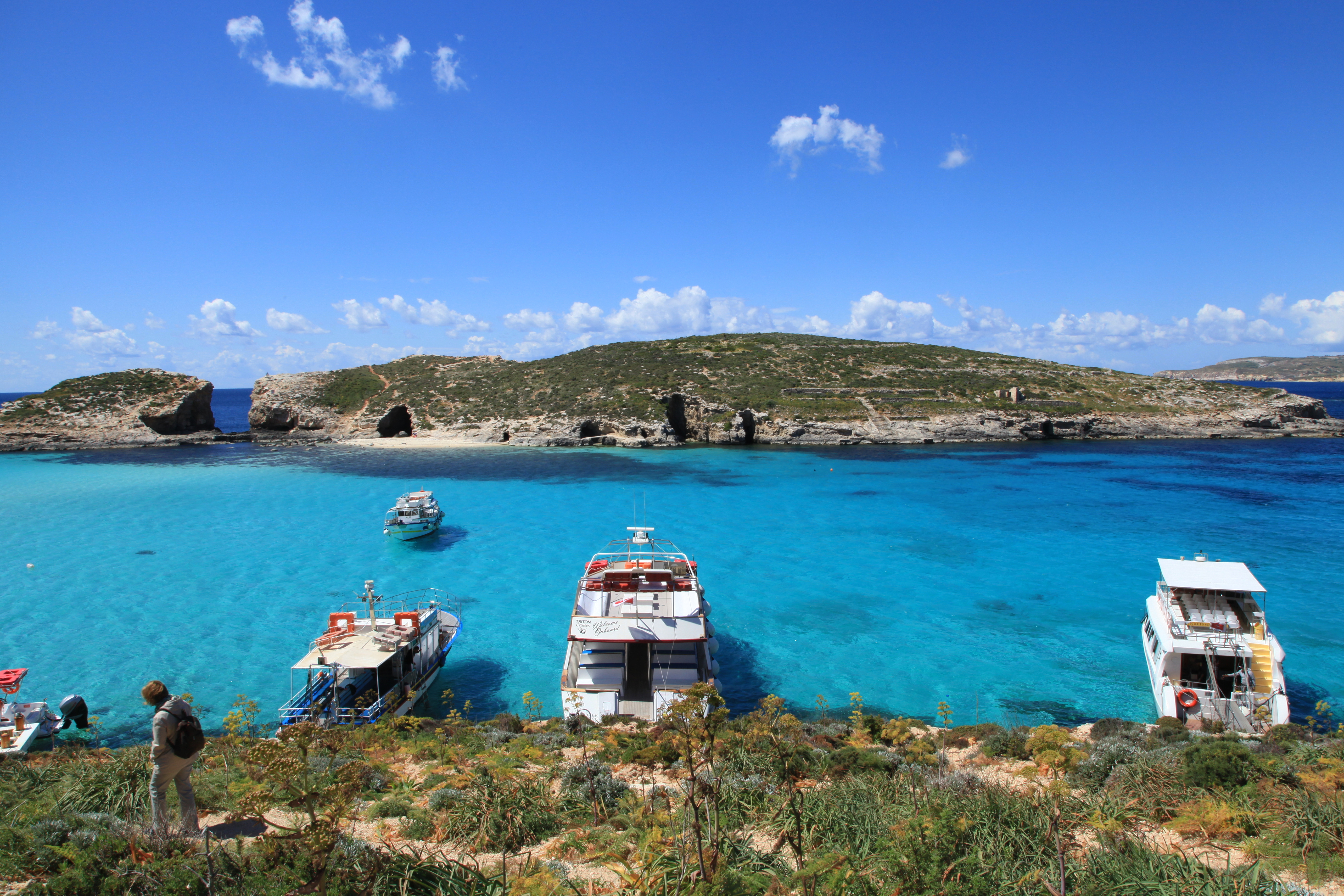
Блакитна лагуна та Комінотто

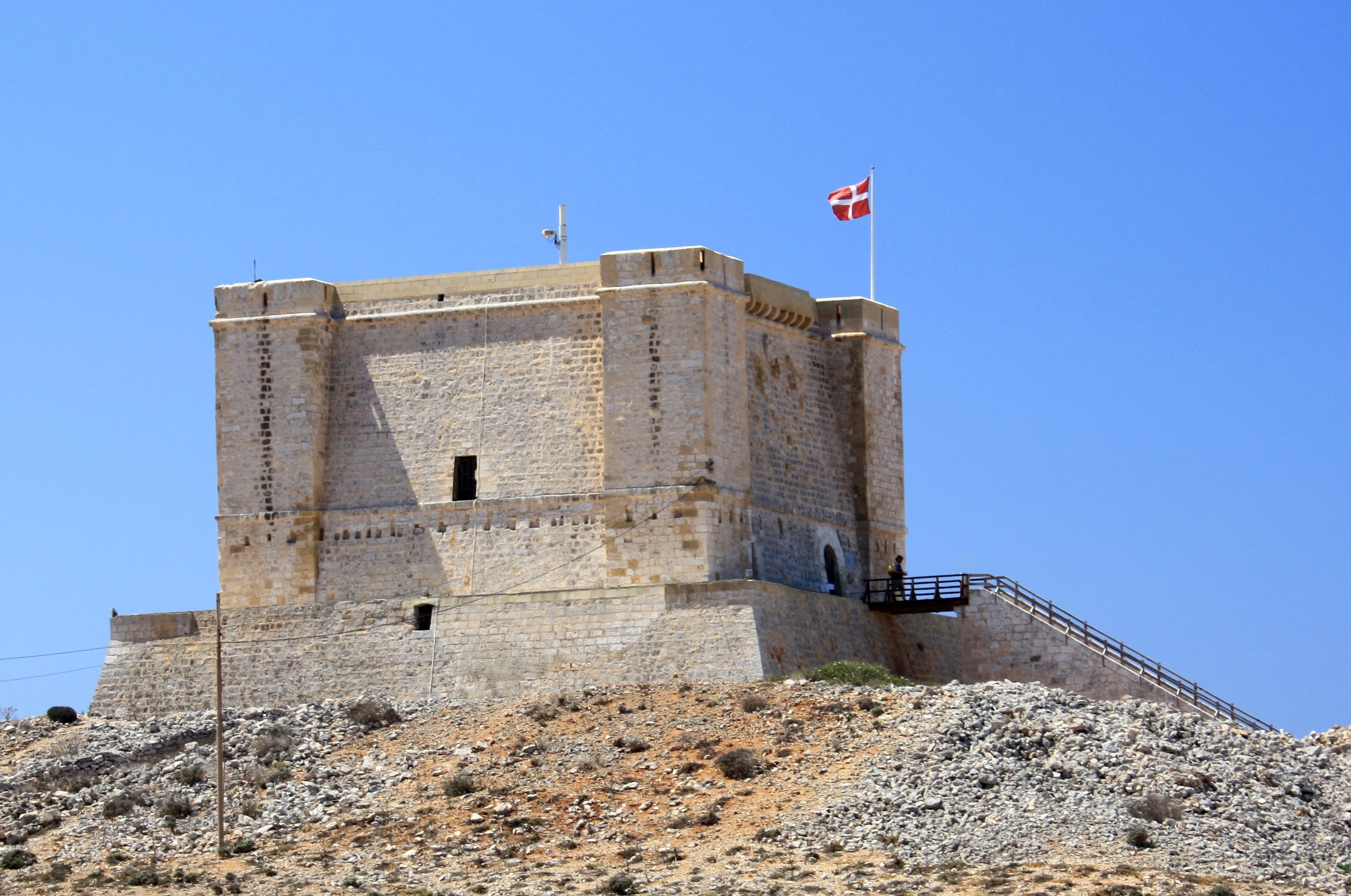
Башта Святої Марії

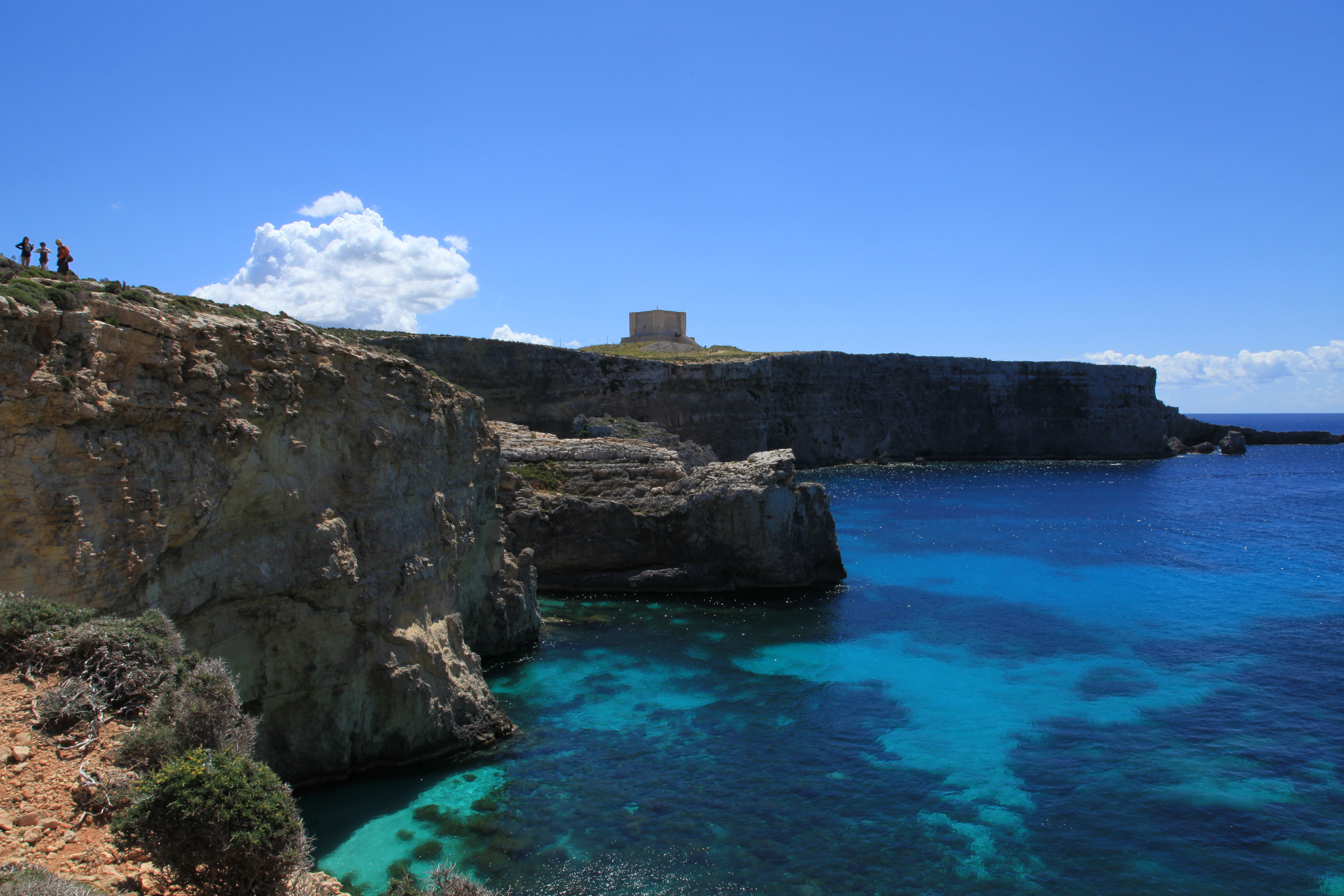
Узбережжя Коміно з баштою Святої Марії

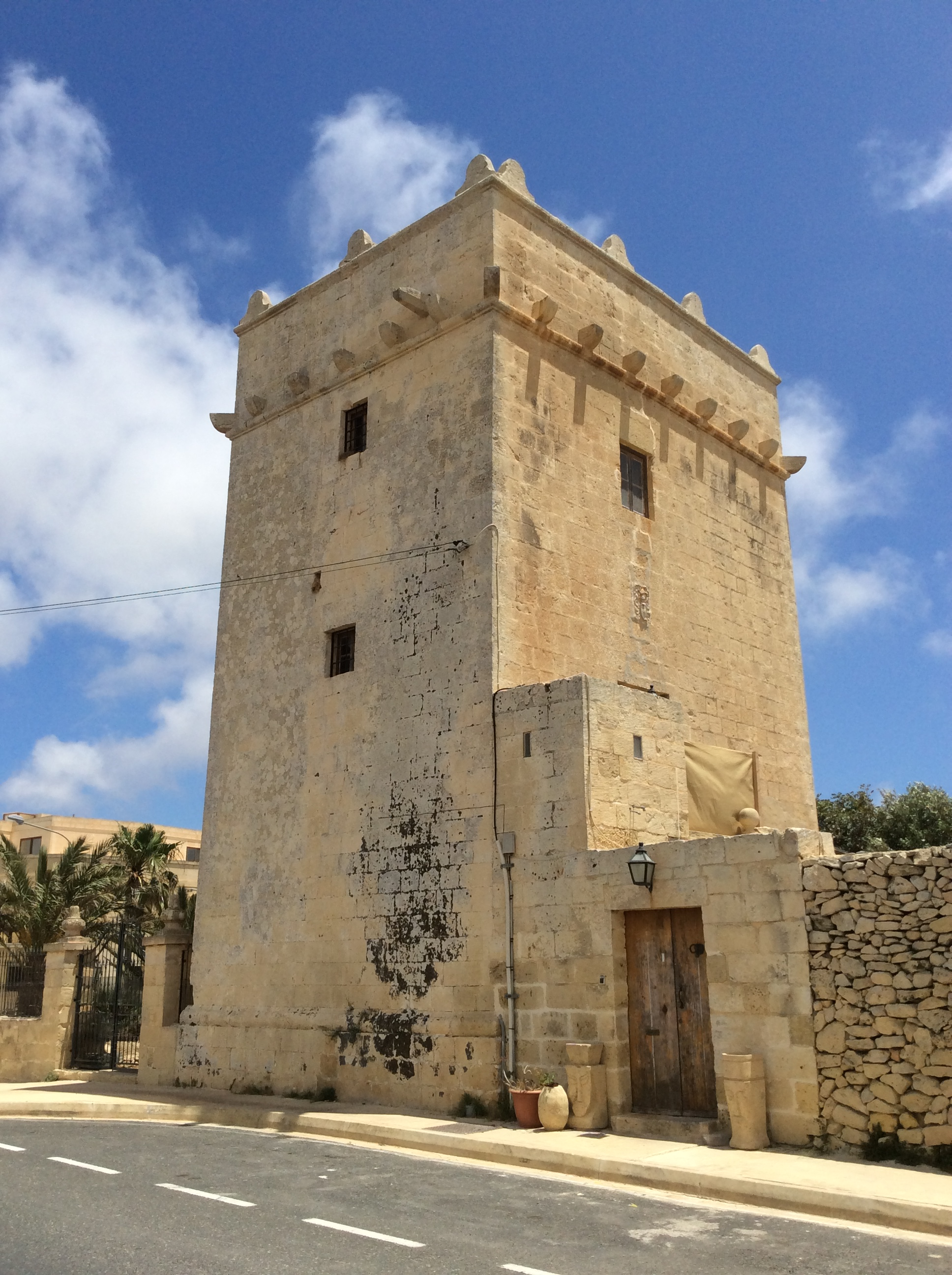
Башта Святої Сесілії

## Міська символіка
Латинською мовою девіз міста звучить як Ob fontem prosperitas, або мальт. Nistaghna b’nixxiegha ilma, що в перекладі означає «Проціватає завдячуючи джерелу». Саме джерела в цій місвості привабили перших поселенців, і поступово зумовили її процвітання та достаток.

## Туристичні об'єкти
- Гавань Мгар
- Форт Чамбрей
- Церква Діви Марії Лурдської
- Церква Діви Марії Лоретської
- Церква Святого Антонія
- Башта Мгар іш-Шіні[en]
- Храмові комплекси Імзебіт і Тал-Кіан
- Башта[en] та каплиця Святої Сесилії
- Башта Гарзес (знесена 1848 року)

### Коміно
Коміно є третім за величиною островом Мальтійського архіпелагу з площею 3,5 кв.км. Нині на острові мешкає лише чотири людини та він є природним заповідником і притулком для птахів. Найвідомішими спорудами на Коміно є збудовані в 1618 році башта Святої Марії та католицька каплиця Святого сімейства, а також батарея Святої Марії 1716 року. Популярним туристичним місцем є Блакитна лагуна, розташована між Коміно та острівцем Комінотто. Її кожного дня через піщані пляжі та прозору воду відвідують велика кількість туристичних суден, а також дайверів, сноркелерів та плавців.

## Спорт
- Місцевий футбольний клуб «Айнсілем»[en] виступає в Першому дивізіоні Футбольної ліги Гоцо[en], вищому з двох футбольних дивізіонів[en] на острові. Клуб 7 разів вигравав чемпіонат Гоцо, та 6 разів ставав переможцем Кубку Футбольної асоціації Гоцо[en].

## Засоби масової інформації
В Айнсілемі базується місцеве радіо Radju Lauretana, яке працює лише 3 місяці на рік: коли відбувається міський фестиваль — у серпні, та на різдвяні й великодні святкування.

## Міста-побратими
Айнсілем поріднений з Вифлеємом,  Палестина.